# ドロテア・フォン・ザクセン (1563-1587)
ドロテア・フォン・ザクセン（ドイツ語：Dorothea von Sachsen, 1587年10月4日 - 1587年2月13日）は、ブラウンシュヴァイク＝ヴォルフェンビュッテル公ハインリヒ・ユリウスの妃。

## 生涯
ドロテアはザクセン選帝侯アウグストと、デンマーク王クリスチャン3世の娘アンナの間に1587年10月4日に生まれた。両親の間には15子が生まれたが、ドロテアを含む4子のみが成人した。
1585年9月16日にヴォルフェンビュッテルにおいて、1歳年下のブラウンシュヴァイク＝ヴォルフェンビュッテル公ハインリヒ・ユリウスと結婚した。このとき母アンナは重病であったため、別れを告げる際に非常に悲しみ、激しく泣いたという。
この結婚は、1570年にドロテアの姉エリーザベトと結婚したプファルツ＝ジンメルン公ヨハン・カジミールが率いるドイツ諸侯のプロテスタント同盟を強化するためのものであった。しかし、ドロテアは1587年2月13日に23歳で出産時に死去したため、この結婚は短期間で終わった。
ハインリヒ・ユリウスは数年後の1590年4月19日にエリサベト・ア・ダンマークと再婚し、10子をもうけた。

## 子女
夫ハインリヒ・ユリウスとの間に1女が生まれた。
- ドロテア・ヘートヴィヒ（1587年 - 1609年） - 1605年にアンハルト＝ツェルプスト侯ルドルフと結婚